# Christian Zoll (Politiker, 1941)
Christian Zoll (* 27. März 1941 in Bad Kissingen; † 30. Januar 2017) war ein deutscher Politiker und in den Jahren 1990 bis 2002 der erste von der SPD gestellte Oberbürgermeister des bayerischen Staatsbades Bad Kissingen. Vom 1. Juli 1972 bis zum 30. April 2014 war er zudem Mitglied sowohl des Bad Kissinger Stadtrates als auch des Kreistages des Landkreises Bad Kissingen und mit jeweils 42-jähriger Amtszeit der längstdienende Kommunalpolitiker in Stadt und Landkreis. Nach seinem Ausscheiden aus der Lokalpolitik wurde er 2014 zum Ehrenbürger der Stadt Bad Kissingen ernannt.

## Leben
Nach dem Besuch des Jack-Steinberger-Gymnasium Bad Kissingen studierte Zoll Volkswirtschaftslehre an der Freien Universität Berlin. In Berlin politisch durch die deutsche Studentenbewegung der 1960er Jahre motiviert und nach erfolgreichem Abschluss seines Studiums zum Diplom-Volkswirt in seine Heimatstadt zurückgekehrt, engagierte er sich zunehmend in der Kommunalpolitik und im SPD-Ortsverein.
Im Jahr 1972 wurde er zum ersten Mal als SPD-Vertreter sowohl in den Stadtrat der Großen Kreisstadt als auch zugleich in den Kreistag des zum 1. Juli 1972 durch Gebietsreform neu formierten Landkreises Bad Kissingen gewählt. Beiden Parlamenten gehörte er über 40 Jahre lang ohne Unterbrechung an. Er war damit der längstdienende Kommunalpolitiker der Stadt und des Landkreises Bad Kissingen.
Bis 1990 war Zoll im Bad Kissinger Stadtrat der Sprecher der SPD-Fraktion. Bei den Kommunalwahlen 1978 und 1984 trat er noch erfolglos zur Wahl des Oberbürgermeisters gegen Hans Weiß (1978) und Georg Straus (1984) an, die jeweiligen Kandidaten der CSU. Erst 1990 gelang ihm die kommunalpolitische Überraschung: Als Gewinner der Stichwahl am 18. März 1990 wurde er der erste SPD-Oberbürgermeister in einer mehrheitlich von der CSU geprägten Wählerlandschaft und trat am 1. Mai 1990 sein Amt an. Bei der folgenden Kommunalwahl des Jahres 1996 gelang es ihm erneut in einer knappen Stichwahl, sein Amt gegen den CSU-Herausforderer Edmund Wilhelm zu verteidigen. Erst nach der zweiten Legislaturperiode, also nach insgesamt 12 Jahren, verlor Zoll sein Amt an den von der CSU aufgestellten, aber parteilosen Gegenkandidaten Karl Heinz Laudenbach.
Größere Projekte in Zolls Amtszeit waren die Ausweitung der Fußgängerzone zum Zweck der Verkehrsberuhigung, der Ausbau des Ostringes als weiträumige Umgehung der Altstadt und der Umbau des Bad Kissinger Tattersalls zu einem Tagungszentrum. Zwei für die wirtschaftliche Entwicklung der Stadt bedeutende Großprojekte waren nach Abzug der US-Army gegen Ende der 1990er Jahre die Erschließung des früheren Kasernengeländes zu einem Gewerbegebiet und ab 10. November 2000 die Erschließung des Gewerbegebietes Garitz-Süd.
In den Jahren umbruchartiger Folgen der Gesundheitsstrukturreform von 1996 mit einem Rückgang der Übernachtungszahlen um etwa 25 Prozent von 1,9 auf nur noch 1,4 Millionen Übernachtungen, musste dieser Negativentwicklung entgegengewirkt werden. Im November 1998 wurde die bisherige staatliche Kurverwaltung mit der parallel bestehenden Bad Kissinger Bäderverwaltungs-OHG der Stadt in der privatwirtschaftlich organisierten „Bayerisches Staatsbad Bad Kissingen GmbH“ zusammengeführt, die am 1. Januar 1999 ihren operativen Betrieb aufnahm und deren Gesellschaftsanteile zu 60 Prozent beim Freistaat Bayern und zu 40 Prozent bei der Stadt Bad Kissingen lagen. Damit war die Kommune erstmals verantwortlich am Betrieb des einstigen Staatsbades beteiligt. Diese vom Freistaat Bayern geforderte, deshalb nicht zu umgehende und auf die Zukunft ausgerichtete kommunale Beteiligung wurde Oberbürgermeister Zoll dennoch von seinen politischen Gegnern zum Vorwurf gemacht und war 2002 einer der Gründe, der zum Wahlverlust führte.
Mit Gründung der Staatsbad GmbH wurde dieser Kurbetriebsgesellschaft ab 1999 die Durchführung des neuen Festivals „Kissinger Winterzauber“ übertragen, dem winterlichen Gegenstück zum Klassikmusikfestival „Kissinger Sommer“. Ein weiteres kulturelles Großprojekt in der Zoll’schen Amtszeit war die Umgestaltung der Oberen Saline in mehrere Einzelmuseen wie Bismarck-Museum und (seit 2011) Kissinger Spielzeugwelt.

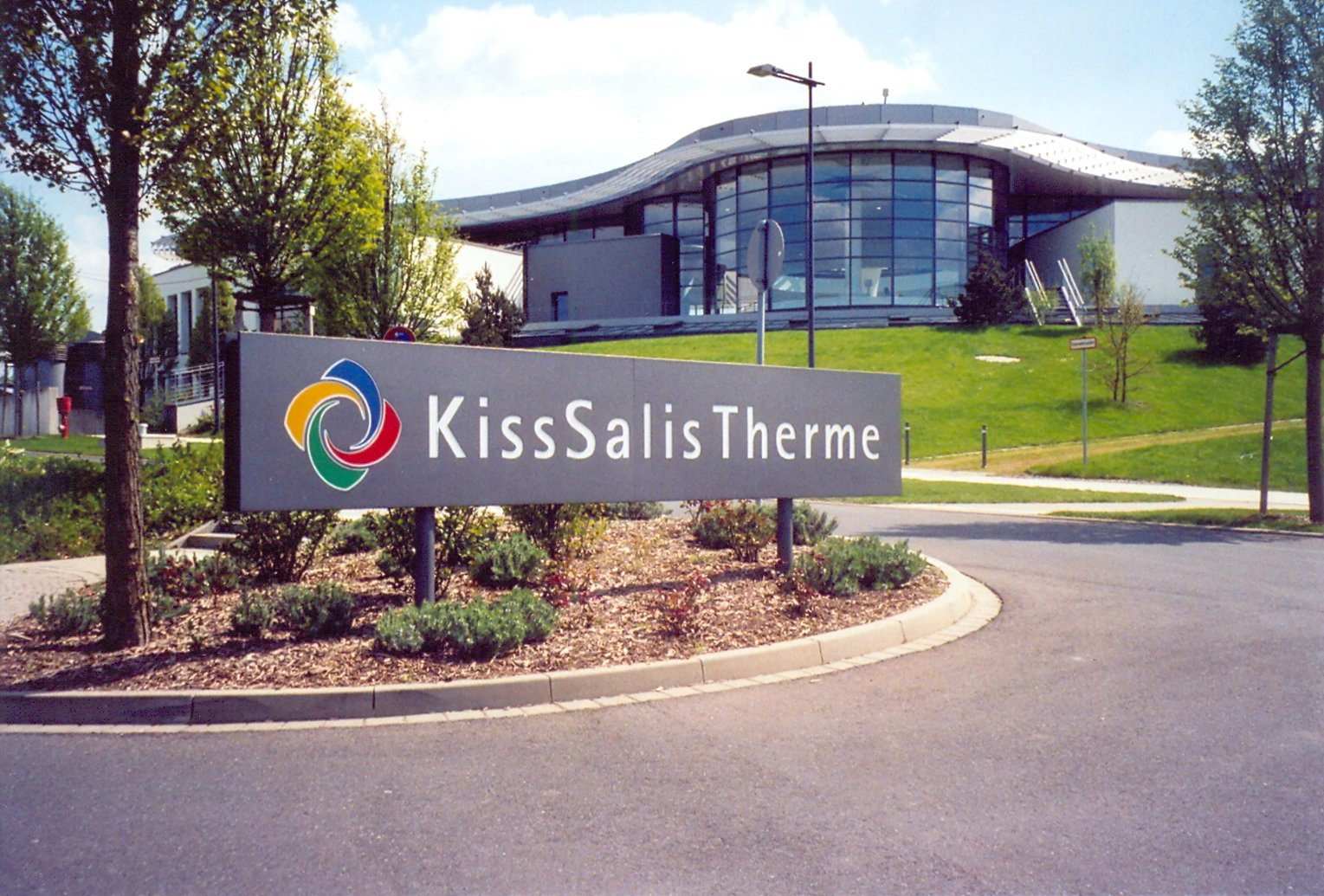
KissSalis Therme

Am 3. Mai 2001 fand der erste Spatenstich zum Bau der als „Heilbadelandschaft“ konzipierten KissSalis Therme statt. Der Bau einer solchen, dem Zeitgeschmack entsprechenden Therme war zur Wiederbelebung und Modernisierung des Gesundheitsstandortes seit Jahren überfällig. Die wachsenden Baukosten wurden allerdings ebenfalls ein Thema des Wahlkampfes 2002 und trugen entscheidend zum Verlust des Oberbürgermeister-Amtes bei. Die KissSalis-Therme wurde am 28. Februar 2004 eröffnet und läuft seitdem mit großem Erfolg.
Während seiner Amtszeit als Stadtrat und Oberbürgermeister war Zoll Mitglied in zahlreichen Gremien oder deren Vorsitzender wie im Verwaltungsrat der Sparkasse Bad Kissingen, im Aufsichtsrat der Stadtwerke Bad Kissingen GmbH und in der Gesellschafterversammlung der Bayer. Staatsbad Bad Kissingen GmbH.
Nach der Wahlniederlage am 3. März 2002 setzte Zoll mit Beginn der folgenden Legislaturperiode ab 1. Mai seine kommunalpolitische Tätigkeit als einfaches SPD-Mitglied im Stadtrat und Kreistag bis zum 30. April 2014 fort. Er hatte zur Kommunalwahl am 16. März 2014 nicht mehr für Stadtrat und Kreistag kandidiert.
Im Zivilberuf war Christian Zoll gemeinsam mit Ehefrau Lilo Inhaber und Betreiber des Kurhauses Tanneck aus der Familie seiner Schwiegereltern. Das Kurhaus wurde am 14. Januar 2008 an die Heiligenfeld Kliniken verkauft. Seitdem lebte Zoll im Ruhestand. Doch noch immer war er Inhaber der Christian Zoll KG, die das Behlert-Haus (Mehrfamilien- und Geschäftshaus) in der Hartmannstraße 15 verwaltet.
Am 30. Januar 2017 verstarb Christian Zoll im Alter von 75 Jahren und wurde am 3. Februar auf dem Bad Kissinger Parkfriedhof bestattet.

## Ehrungen
- Am 30. Juni 2012 durfte sich Christian Zoll nach 40-jähriger Amtszeit als Kommunalpolitiker ins Goldene Buch der Stadt Bad Kissingen eintragen.[8]
- In seiner Sitzung vom 9. April 2014 beschloss der Bad Kissinger Stadtrat, Oberbürgermeister a. D. Christian Zoll „für seine Verdienste um die Stadt Bad Kissingen“ die Ehrenbürgerwürde der Stadt zu verleihen.[9] Der offizielle Festakt fand am 2. Juli 2014 statt.[10]

## Veröffentlichungen
- Festschrift zum 75jährigen Jubiläum der Kissinger Sozialdemokraten, 1983
- Auswirkungen der dritten Stufe der Gesundheitsreform auf die bayerischen Kurorte am Beispiel von Bad Kissingen. In: Der Bayerische Bürgermeister, 3/1997, Seite 103ff.
- Auswirkungen der Gesundheitsreform auf die Kurorte. In: Der Bayerische Bürgermeister, 2/2000, Seite 65–66